# Carme Freixa Zurita
Carme Freixa Zurita (Barcelona) és una psicòloga, periodista i activista feminista espanyola. De 2010 a 2012 va presidir l'Associació de Dones Periodistes de Catalunya.

## Trajectòria
Freixa és llicenciada en psicologia clínica per la Universitat Autònoma de Barcelona especialista en sexualitat. Va ser impulsora dels Serveis de Planificació Familiar i durant dues dècades va treballar en l'àmbit sanitari en programes de salut sexual i reproductiva de joves i dones. Des dels anys 80 treballa en mitjans de comunicació. A la fi dels 90 i principis del 2000 es va fer especialment coneguda per les seves col·laboracions sobre temes de sexualitat humana publicant Ellos y nosotros, Tratado contra la mutilación cerebral femenina (1998), dirigint i presentat el programa de ràdio per a joves "El asiento de atrás" a Onda Cero Música i col·laborant en "El Gabinete" de Julia en la Onda. Posteriorment ha continuat les seves col·laboracions amb columnes d'opinió sobre gènere i feminisme a 20 minutos amb "Ull de gènere" (2007) També va crear el blog Cicatrices Transgénicas (2000) d'anàlisi feminista al costat de Susana Koska pel qual el 2009, van rebre el premi T-Incluye. El 2010 va assumir la presidència de la Associació de Dones Periodistes de Catalunya En l'actualitat forma part del Consell Editorial de Catalunya Press.
Especialista en polítiques públiques usos socials del temps, programes de salut sexual i reproductiva polítiques de joventut i de gènere, Freixa forma part de diverses organitzacions que lluiten pels drets de les dones denunciant l'explotació de les dones, entre elles la RECAV (Red Estatal Contra el Alquiler de Vientres), la plataforma abolicionista de la prostitució i l'Alianza contra el borrado de las mujeres.
En 2020 va participar en el projecte col·lectiu Nietas de la memoria un llibre que recull la història les dones que van quedar invisibilizades durant l'època franquista i que després dels avanços assolits en la II República, van veure minvats els seus drets i van passar a ser "ciutadanes de segona" sense possibilitat de ser independents econòmicament veient la seva vida relegada "a servir i obeir als seus marits".

## Premis i reconeixements
- Institut Català dels Dones[12]
- Premi "T-Incluye" 2009 al blog més inclusiu per Cicatrices Transgénicas.[5]

## Publicacions
- Ellos y nosotras. Tratado contra la mutilación cerebral femenina. (1998) Editorial Icària. ISBN 9788474263503
- Els principis d'Eva Woman, o per què les dones n'estem fins al capdamunt, del seu parell d'ous. (2002) Editorial Columna. ISBN 9788466402255
- Los principios d'Eva Woman. O por que? las mujeres estamos hasta el gorro de su "par de huevos". Pròleg de Javier Capitán. Temas de Hoy, Humor. ISBN 9788484601791.
- Abre la boca, las mejores recetas sexuales para gourmets (2003) pròleg de Ferran Adrià, a Temas de hoy
- Els claus de la parella feliç (2005) Ara Llibres
- Kama-sutra per a l'home (2006) Laura Freixa, Àlex Gombau i Alicia Gallotti Editorial Columna ISBN 9788466406949
- Kama-sutra per a la dona (2006) Laura Freixa, Pau Joan i Alicia Gallotti ISBN 9788466406956
- Mujeres abriendo caminos. (2009) Llibre de fotografies amb textos de Carme Freixa, Rafael Argullol i Laura Terré Alonso. Lunwerg Editores ISBN 9788497855518
- Nietas de la memoria (2020) coautora. Editorial Bala Perdida

### Artícles
- Políticas Públicas de los Usos Sociales del Tiempo. Cambiar el tiempo de las ciudades y la organización de los tiempos de trabajo. Educación social: Revista de intervención socioeducativa,  1135-8629, Núm. 47, 2011[13]
- "Jaque mate" Ministra Catalunya Presss 8 de març de 2021[14]